# Álvaro Rodríguez Pérez
Álvaro Rodríguez Pérez (Leganés, 22 luglio 1994) è un calciatore spagnolo, difensore dell'Albacete.

## Carriera
Cresciuto nel settore giovanile del Moraleja de Enmedio, trascorre la prima parte della carriera tra la terza e la quarta divisione spagnola con varie squadre. Il 16 giugno 2020 viene acquistato dal Burgos, in terza divisione. Al termine della stagione 2020-2021, contribuisce alla promozione della squadra bianconera in seconda divisione. Il 15 agosto 2021 fa il suo esordio in Segunda División, disputando l'incontro perso per 1-0 contro lo Sporting Gijón. Sigla la sua prima rete in campionato il 24 ottobre seguente, nell'incontro vinto per 3-1 contro l'Huesca. In due stagioni totalizza 63 presenze e una rete. Il 19 luglio 2022 si trasferisce all'Albacete, neopromosso in seconda divisione, firmando un contratto biennale.

## Statistiche

### Presenze e reti nei club
Statistiche aggiornate al 22 novembre 2022.
| Stagione        | Squadra          | Campionato      | Campionato | Campionato | Coppe nazionali | Coppe nazionali | Coppe nazionali | Coppe continentali | Coppe continentali | Coppe continentali | Altre coppe | Altre coppe | Altre coppe | Totale | Totale |
| Stagione        | Squadra          | Comp            | Pres       | Reti       | Comp            | Pres            | Reti            | Comp               | Pres               | Reti               | Comp        | Pres        | Reti        | Pres   | Reti   |
| --------------- | ---------------- | --------------- | ---------- | ---------- | --------------- | --------------- | --------------- | ------------------ | ------------------ | ------------------ | ----------- | ----------- | ----------- | ------ | ------ |
| 2014-2015       | Parla            | TD              | 32         | 0          |                 | -               | -               |                    | -                  | -                  |             | -           | -           | 32     | 0      |
| 2015-2016       | Parla            | TD              | 35         | 2          |                 | -               | -               |                    | -                  | -                  |             | -           | -           | 35     | 2      |
| Totale Parla    | Totale Parla     | Totale Parla    | 67         | 2          |                 | -               | -               |                    | -                  | -                  |             | -           | -           | 67     | 2      |
| 2016-2017       | Alcorcón B       | TD              | 26         | 2          |                 | -               | -               |                    | -                  | -                  |             | -           | -           | 26     | 2      |
| 2017-gen. 2018  | Alcobendas Sport | TD              | 10         | 1          |                 | -               | -               |                    | -                  | -                  |             | -           | -           | 10     | 1      |
| gen.-giu. 2018  | Rayo Majadahonda | SDB             | 4          | 0          | CR              | -               | -               |                    | -                  | -                  |             | -           | -           | 4      | 0      |
| 2018-2019       | Lorca            | TD              | 39         | 3          | CR              | 1               | 0               |                    | -                  | -                  |             | -           | -           | 40     | 3      |
| 2019-2020       | Real Murcia      | SDB             | 25         | 0          | CR              | 2               | 0               |                    | -                  | -                  |             | -           | -           | 27     | 0      |
| 2020-2021       | Burgos           | SDB             | 23         | 0          | CR              | 2               | 0               |                    | -                  | -                  |             | -           | -           | 25     | 0      |
| 2021-2022       | Burgos           | SD              | 36         | 1          | CR              | 2               | 0               |                    | -                  | -                  |             | -           | -           | 38     | 1      |
| Totale Burgos   | Totale Burgos    | Totale Burgos   | 59         | 1          |                 | 4               | 0               |                    | -                  | -                  |             | -           | -           | 63     | 1      |
| 2022-2023       | Albacete         | SD              | 16         | 2          | CR              | 0               | 0               |                    | -                  | -                  |             | -           | -           | 16     | 2      |
| Totale carriera | Totale carriera  | Totale carriera | 246        | 11         |                 | 7               | 0               |                    | -                  | -                  |             | -           | -           | 253    | 11     |